# 400 SW Sixth Avenue
400 SW Sixth Avenue es un edificio de oficinas de once pisos en el downtown de Portland, la ciudad más poblada del estado de Oregón (Estados Unidos). Originalmente conocido como First National Bank Building, se inauguró en 1960 como un inmueble bancario de seis pisos. Tiene 42 m de altura y 20 077 m² de superficie. De 1995 a 2016 el local de la planta baja lo ocupó Camera World.

## Historia
First National Bank of Oregon anunció que construiría una nueva sede en 1957, y el contrato para construir la estructura iría a Hoffman Construction Company. El proyecto de cinco pisos y 3.5 millones de dólares fue diseñado por Stanton, Boles, Maguire & Church y debía tener 9290 m² de espacio. El edificio debía estar en el sitio del Century Theatre y el Lafayette Building, y también requeriría la demolición de parte de la sede existente del banco.
La construcción comenzó en diciembre de 1957 en lo que sería un proyecto de dos fases, en el que se construiría una estructura inicial de cinco pisos para permitir que el banco se mudara antes de que se demoliera su estructura existente de 1923. Luego se construiría un segundo edificio de cinco pisos en la huella del antiguo edificio del banco en SW 6th y Stark. En marzo de 1958, comenzó la construcción de la estructura de acero, con planes para completar todo el proyecto en agosto de 1960. El muro cortina comenzó a levantarse en noviembre de 1958 y consistía en cuadrados de mosaico de vidrio, convirtiéndose en el primer edificio del noroeste en utilizar este nuevo tipo de panel.
En septiembre de 1959 se inauguró el primero de los dos edificios. Los cuadrados de mosaico exteriores eran de color azul italiano y estaban montados en secciones de pared de aluminio. El interior utilizó molduras de nogal y mármol claro, e incluyó lo que se creía que era la pieza de alfombra más grande jamás colocada en el Noroeste del Pacífico en ese momento, que fue instalada por Meier & Frank. Luego comenzó la construcción de la segunda estructura, y la estructurta combinada se inauguró en septiembre de 1960. En la planta baja, los planos requerían que el nuevo edificio se conectara al antiguo edificio de la sede de First National, una estructura de tres pisos construida en 1916, que seguía albergando la rama pública principal, frente a SW 5th Avenue. Este sigue en pie y fue incluido en el Registro Nacional de Lugares Históricos como el First National Bank Building.
En 1972, First National Bank of Oregon trasladó su sede a un nuevo edificio ubicado en otro lugar del centro, la First National Bank Tower, pero conservó una sucursal bancaria en la antigua estructura en 6th Avenue. Con el tiempo, First National se convirtió en First Interstate Bank y luego en Wells Fargo a través de una serie de fusiones y adquisiciones. First National vendió el antiguo edificio de la sede en octubre de 1972 por 3,1 millones de dólares a Schnitzer Investment Company. Posteriormente, Schnitzer lo vendió en 1976 a First Farwest Life Insurance Company para que sirviera como su sede, y el inmueble pasó a llamarse First Farwest Life Building. Se amplió en 10 405 m² en 1983 con Hoffman Construction nuevamente como contratista.
First Farwest Corp. lo vendió a United Trust Fund Inc. en 1987 por 25 millones de dólares, aunque Farwest siguió siendo inquilino. United Trust lo vendió a su vez en agosto de 1988 por 30,5 millones de dólares a Almaden Plaza Associates, que incluía el contrato de arrendamiento. En febrero de 1989, Farwest se declaró insolvente y fue incautado por los reguladores, incluido el entonces comisionado de seguros Ted Kulongoski, con posterior liquidación. Tras la quiebra, Almaden Plaza Associates ya no pudo pagar la hipoteca, y el edificio fue cedido a John Hancock Mutual Life Insurance Company por Almaden en 1990, quien luego demandó a United Trust por tergiversaciones relacionadas con Farwest.
En 1992, el edificio se elevó a once pisos, con el exterior cambiado a aluminio y acero inoxidable. Camera World abrió su tienda insignia en la planta baja en 1995. Louis Dreyfus Property Group (LDPG) le compró el inmueble a John Hancock en 1999 y en 2004 se lo vendió a Felton Properties y Newmark & Co. Real Estate Inc. por 30,25 millones de dólares. UTi Worldwide Inc. se convirtió en un inquilino importante en 2011 con 4831 m² de espacio alquilado en varias plantas.
A finales de 2017, el edificio fue comprado por inversores por 68 millones de dólares.

## Detalles
400 Sixth es de estilo moderno y mide 42 m altura. Tiene espacio de tiendas en la planta baja y de oficinas para un total combinado de 20 077 m² de espacio bruto alquilable. La estructura de once pisos tiene un revestimiento exterior de aluminio y acero inoxidable. En el interior, hay suelos de mármol, carpintería de madera en los vestíbulos y ascensores, y más piezas de aluminio. También cuenta con estacionamiento subterráneo con 70 espacios y una sala de conferencias con capacidad para 50 personas. Harland Financial Solutions y UTi Worldwide Inc. son dos de los mayores inquilinos.